# Jajce
Jajce (latinsko ovum) je pri večini ptic, plazilcev in nevretenčarjev zigota, ki zunaj materinega telesa s svojo bolj ali manj trdo »lupino« varuje zarodek, preden se ta izleže. Notranjost jajca zapolnjujejo predvsem hranljive snovi in voda, v katerih se razvija zarodek. Lastnosti živali, da se zarodek razvija v jajcu zunaj telesa, pravimo jajcerodnost  (ovoparija).
Največje jajce v živalskem kraljestvu pripada noju; z 1,5 kilograma je tudi največja enocelična struktura med danes živečimi organizmi sploh, je pa manjša kot pri nekaterih vrstah izumrlih dinozavrov.

## Ptičje jajce
Ptičja jajca nesejo samice. Čas valjenja se razlikuje glede na vrsto. Iz vsakega jajca se izvali en mladič. Povprečno število jajc v gnezdu je od enega (kot pri kondorju) do okoli 17 (kot pri poljski jerebici). Nekatere ptice nesejo jajca, tudi ko niso oplojena.
Jajca raznih vrst ptic se med seboj razlikujejo po teži in barvi, debelosti in strukturi jajčne lupine. Njihova barva je prilagojena kraju, kjer ptice gnezdijo (npr. kormoranova jajca so groba in kredasta).

### Rast zarodka
Hrana malega zarodka sta rumenjak in beljak. Ko zarodek raste, se odpadne snovi nabirajo v posebni vrečki. Rastoči zarodek pred izvalitvijo skoraj napolni jajce. Za osvoboditev iz jajca nezvaljeni mladič uporabi zob na kljunu.

### Lupina
Lupine ptičjih jajc so zelo raznolike. Na primer: 
- kormoranova jajca so groba in kredasta
- jajca dolgonogih kur so svetleča
- račja jajca so mastna in nepremočljiva
- Emujeva in kazuarjeva jajca so črno ali temno zelena.

Jajčna lupina je trda ter polna por, ki zarodku omogočajo dihanje. Kokošje jajce ima približno 7500 por.

## Ribje jajce
Ribja jajca imenujemo ikre, pogosta je zunanja oploditev.

## Jajcerodni plazilci
Jajca plazilcev so pogosto gumijasta, na spol zarodka pa pogosto vpliva temperatura zunaj jajca.

## Jajce dvoživk
Namesto trdne lupine obdaja jajca dvoživk želatinast ovoj, samica jih izleže v vodo.

## Jajcerodni sesalci
Edina živeča primera jajcerodnih sesalcev sta kljunati ježek in kljunaš.

## Jajca nevretenčarjev
- nevretenčarji. Po zgradbi se nevretenčarsko jajce bistveno razlikuje od jajc amniotov. Zaradi manjše velikosti jajcem nevretenčarjev pravimo jajčeca.